# تاريخ بليز (1506–1862)
كانت بليز، الواقعة على الساحل الشرقي لأميركا الوسطى، جنوب شرق المكسيك، مأهولة بالسكان الأصليين الذين قاوموا الإسبان، في محاولة للحفاظ على تراثهم، ولتجنب مصير جيرانهم الذين غزاهم الحكم الاسباني. كان القراصنة البريطانيون، في أثناء ذلك، يسطون على السفن التجارية الإسبانية، ويبحرون عبر المياه الضحلة والجزر الصغيرة، إلى أن يشقوا طريقهم نحو النهر في وقت لاحق، لإخفاء ما معهم من غلال. لم يقاوم سكان بليز الأصليون البريطانيين كما قاوموا الإسبان. مع ذلك، أصبحت المستوطنة البريطانية، في القرن السابع عشر، مستعمرة رسمية للتاج البريطاني منذ عام 1862 حتى عام 1964، حيث حققت لأول مرة الحكم الذاتي، وأصبحت، في وقت لاحق، في عام 1981، دولة مستقلة معترف بها عالميًا، وتتمتع بكامل أراضيها دون مساس. جلب البريطانيون معهم عبيدًا من الكونغو وأنغولا خلال القرن الثامن عشر.

## الغزو والمجتمعات ما قبل الكولومبية
تواجد شعب المايا في بليز عندما جاء الأوروبيون في القرنين السادس عشر والسابع عشر. تؤكد الأبحاث الأثرية والإثنية التاريخية معيشة عدة جماعت من شعوب المايا في المنطقة المعروفة اليوم باسم بليز في القرن السادس عشر.
لا تتطابق الجغرافيا السياسية لتلك الفترة مع الحدود الحالية، لذلك تقع العديد من مقاطعات المايا عبر حدود بليز والمكسيك وغواتيمالا الحديثة. تتكون مقاطعة تشتومال، على سبيل المثال، من الجزء الشمالي من بليز الحالية والساحل الجنوبي لولاية كينتانا رو المكسيكية. تواجد شعب المايا الموبان في الجنوب، عبر الحدود الحالية بين بليز وغواتيمالا، وجماعات المانتشي، الذين يتحدثون لغة تشول، في أقصى الجنوب. تقع مقاطعة دزولينيكوب، التي تعني «أرض الأجانب» أو «الأجانب»، في وسط بليز. امتدت هذه المقاطعة من نهر نيو ريفر في الشمال إلى نهر سيتي في الجنوب، وبالقرب من الحدود الغواتيمالية الحالية في الغرب إلى البحر. كانت تيبو المركز السياسي الواضح لهذه المقاطعة، وتقع إلى الشرق من بينكي فيجو ديل كارمن الحديثة. انضمت لاماناي، وعدة بلدات على نهر نيو ريفر ونهر بليز، وشيبون على نهر سيبون، إلى هذه المقاطعة.
أبحر خوان دياز دي سوليس، في العقد الأول من القرن السادس عشر، نحو الشمال، على طول ساحل بليز، إلى يوكاتان. غزا إرنان كورتيس المكسيك عام 1519، وأسس بيدرو آرياس دافيلا مدينة بنما. سرعان ما أرسلت إسبانيا حملات إلى غواتيمالا وهندوراس، وبدأ غزو يوكاتان في 1527.
تواجدت مستوطنات تابعة لجماعات المانتشي، وهي جماعات تتحدث لغة تشول، في تلك المنطقة، عند مرور كورتيس بالركن الجنوبي الغربي من بليز الحالية عام 1525. أزاح الإسبان هذه المستوطنات قسرًا إلى المرتفعات الغواتيمالية، بعد أن «أرسوا السلام» بالمنطقة في القرن السابع عشر. شن الإسبان، رغم ذلك، غاراتهم الرئيسية في المنطقة، انطلاقًا من يوكاتان، وواجهوا مقاومة شديدة من مقاطعات المايا في تشيتومال ودزولوينيكوب. أصبحت المنطقة ملجًأ من الغزو الإسباني، لكن المايا الفارين جلبوا معهم الأمراض التي كانوا قد أصيبوا بها من الإسبان. فتك تعاقب وباء الجدري والحمى الصفراء، إلى جانب الملاريا المتوطنة، بالسكان الأصليين.
سافر المبشرون الإسبان من يوكاتان، باتجاه نهر نيو ريفر، في القرن السابع عشر، وأنشأوا كنائس في مستوطنات المايا بهدف تحويل أولئك الناس والسيطرة عليهم. كانت تيبو، التي استُكشفت في ثمانينيات القرن العشرين، إحدى هذه المستوطنات. استوطن الأفراد الموقع خلال العصور ما قبل الكلاسيكية والكلاسيكية وما بعد الكلاسيكية، وخلال فترة الغزو حتى عام 1707.
كانت تيبو، رغم غزو الإسبان لها عام 1544، بعيدة جدًا عن مراكز السلطة الاستعمارية بحيث لا يمكن السيطرة عليها لفترة طويلة. فر الآلاف من شعب المايا من يوكاتان إلى الجنوب، في النصف الثاني من القرن السادس عشر، وتمرد سكان تيبو على السلطة الإسبانية. تبينت أهمية تيبو الشديدة، وأنه لا يمكن تجاهلها، بسبب قربها من شعب الإيتزا عند بحيرة بيتين إيتزا، وهي منطقة في غواتيمالا الحالية. بنى اثنان من الفرنسيسكان، في عامي 1618 و1619، كنيسة في تيبو، في محاولة لتحويل الشعب إلى المسيحية. بدأت فترة من المقاومة في تيبو، وذلك في عام 1638، وكانت مقاطعة زولوينيكوب بأكملها، بحلول عام 1642، في حالة من التمرد. تخلى شعب المايا عن ثماني مدن في ذلك الوقت، وانتقلت نحو 300 عائلة إلى تيبو، مركز التمرد. بلغ عدد سكان تيبو، في أربعينيات القرن السابع عشر، أكثر من 1000 نسمة.
زادت القرصنة على طول الساحل خلال هذه الفترة. نهب القراصنة سالامانكا دي باكالار، مقر الحكومة الإسبانية في جنوب يوكاتان، وذلك في عام 1642، ومرة أخرى في عام 1648. أدى التخلي عن باكالار إلى إنهاء السيطرة الإسبانية على مقاطعتي المايا تشتومال ودزولوينيكوب.
تمتع شعب المايا الذين يعيشون في منطقة تيبو بالاستقلال الذاتي عن الحكم الإسباني، وذلك بين عامي 1638 و1695. استخدم الجنود الإسبان، رغم ذلك، في عام 1696، تيبو كقاعدة للسيطرة على المنطقة ودعم الأنشطة التبشيرية. غزا الإسبان شعب الإيتزا في عام 1697، وأعاد الإسبان، في عام 1707، توطين سكان تيبو بالقوة في المنطقة القريبة من بحيرة بيتين إيتزا. لم يعد المركز السياسي لمقاطعة دزولينيكوب له وجود في الوقت الذي أصبح فيه المستعمرون البريطانيون مهتمين أكثر باستيطان المنطقة.